# سکوپلو
سکوپلو (به ایتالیایی: Scopello) یک کومونه در ایتالیا است که در استان ورسلی واقع شده‌است. سکوپلو ۱۸٫۶۲ کیلومتر مربع مساحت و ۴۵۲ نفر جمعیت دارد و ۶۵۹ متر بالاتر از سطح دریا واقع شده‌است.

## نگارخانه

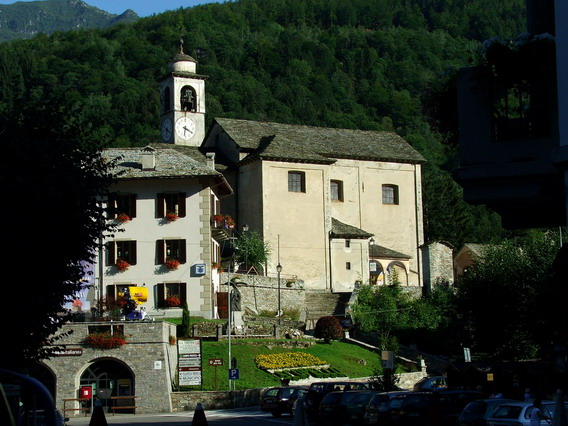
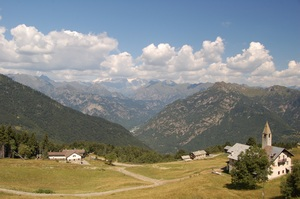